# Haim Beinart
Haim Beinart, en hebreo original חיים ביינרט (Pskov, Rusia, 1917 - Jerusalén, 16 de febrero de 2010), historiador e hispanista israelí.

## Biografía
Nacido en el óblast ruso de Pskov, a los tres años, en 1920, su familia se trasladó a Riga (Letonia), donde recibió la educación tradicional judía e inició sus estudios. Hizo el servicio militar letón y en 1937 emigró a Palestina (entonces bajo mandato británico), donde diez años después, en 1947, se licenció en Historia Judía en la Universidad Hebrea de Jerusalén. Se doctoró en 1955 con The Trials of the Inquisition against the Judaizers in Toledo in the Period of the Expulsion of the Jews from Spain. En 1966 fue nombrado Profesor Asociado de
Historia Judía de la Universidad Hebrea de Jerusalén y en 1971 asumió la cátedra (full profesor). De 1970 a 1973 fue el director del Instituto de Estudios Judíos de dicha universidad y, entre 1969 y 1973, fue Decano de la Facultad de Humanidades y Ciencias Sociales de la naciente Universidad Ben Gurión del Neguev, de la que ya había sido Academic Adviser de 1965 a 1969 cuando todavía no tenía ese nombre. De 1944 a 1960 fue Secretario Editorial de la Hebrew Bible Encyclopaedia. Llegó a ser desde 1988 profesor emérito de la Universidad Hebrea de Jerusalén.
Impartió lecciones como profesor visitante en las universidades de Berna, Londres, Lucerna, Princeton, Nueva York y Oxford. También llevó la editorial universitaria Magnes Press durante doce años y ostentó cargos como el de decano de la Facultad de Humanidades y Ciencias Sociales de la Universidad Ben Gurión. En 1981 fue elegido miembro de la Academia de Israel para las Ciencias y las Humanidades y recibió múltiples galardones, como el Premio Israel para la Historia Judía (1992), el premio Wiznitzer para el mejor libro sobre Historia Judía (1981) y el premio Rothschild a la investigación.
En España fue nombrado en 1962 Miembro Honorario del Instituto Arias Montano y Delegado en Jerusalén del Instituto Menéndez y Pelayo del CSIC; en 1964 Miembro Vitalicio del Patronato del Museo Sefardí de Toledo y en 1975 Académico Correspondiente de la Real Academia de la Historia; en 1985 fue nombrado Correspondiente del Centro de Estudios Inquisitoriales de Madrid, y en 1989 doctor honoris causa de la Universidad Complutense de Madrid. La Universidad de Córdoba le concedió el premio de las Tres Culturas en 1988
Siguiendo los pasos de su maestro, Yitzhak Baer, padre de la historiografía sobre la España mosaica, llegó al Archivo Histórico Nacional de Madrid en 1951 con una beca de la Universidad Hebrea de Jerusalén, empezó a investigar la historia de la Judería de Ciudad Real, sede del tribunal de la Inquisición entre 1483 y 1485, antes de que se trasladase a Toledo, y donde vivieron unos seis mil judíos hasta su conversión a mediados del siglo XIV, así como la de otros pueblos y ciudades andaluzas, extremeñas y castellanas, especialmente sus avatares con la Inquisición, las conversiones forzadas y la expulsión de España en 1492. A estos temas está consagrada la mayoría de los 300 títulos de obras y opúsculos que llegó a escribir en su larga vida (92 años). Está enterrado en el cementerio de Givat Shaul, a las puertas de Jerusalén.

## Obras
- The Trials of the Inquisition against the Judaizers in Toledo in the Period of the Expulsion of the Jews from Spain, 1955.
- Records of the trials os the Spanish inquisition in Ciudad Real. Volume One: The Trials of 1483-1485. Jerusalem, The Israel National Academy of Sciences and Humanities, 1974, y The Records of the Inquisition: A Source of Jewish and Converso History The Israel Academy of Sciences and Humanities Proceedings. Volume II, The Israel Academy of Sciences and Humanities 1967 y Records of the Trials of the Spanish Inquisition in Ciudad Real, Volume 4: Documents, Biographical Notes, Indexes, The Israel National Academy of Sciences and Humanities, 1985.
- (Ed.) Records of the Trials of the Spanish Inquisition in Ciudad Real. Edited with Introduction and Notes by Haim Beinart. Volume Two: The Trials of 1492-1512 in Toledo. Jerusalem: The Israel National Academy of Sciences and Humanities, 1974.
- La expulsión de los judíos de España.
- Trujillo: a Jewish Community in Extremadura on the Eve of Expulsion From Spain, Jerusalem: Magnes Press of Hebrew University, 1980.
- Hispania Judaica, Volume 2, Trujillo: A Jewish Community in Extremadura on the Eve of the Expulsion from Spain ("Trujillo. Una comunidad judía en Extremadura en vísperas de la expulsión de España"), Jerusalem: The Magnes Press, The Hebrew University, 1980.
- The Conversos of Majorca: Life and Death in a Crypto - Jewish Community in XVII Century Spain. Hispania Judaica 5. The Magnes Press / The Hebrew University, 1986.
- Conversos on trial. The inquisition in Ciudad Real. (Hispania Judaica, vol. 3) trad. al inglés por Y. Guiladi. Jerusalem, 1982.
- Los conversos ante el Tribunal de la Inquisición. Barcelona: Riopiedras ediciones, 1983.
- Atlas of Medieval Jewish History, Holiday House, 1992; en alemán: Juden im Mittelalter. Atlas der Verfolgung und Vertreibung im Mittelalter. Bechtermuenz Weltbild, Augsburg, 1998.
- "Judíos en las cortes reales de España", en Congreso Judío Latinoamericano, Buenos Aires, 1975.
- La inquisición española, Congreso Judío Latinoamericano - Buenos Aires 1976.
- Beinart, Haim, (editor), Jews in Italy: Studies Dedicated to the Memory of U. Cassuto on the 100th Anniversary of his Birth, The Magnes Press, The Hebrew University, 1988.
- (En hebreo) Moreshet Sepharad: The Sepharadi Legacy, The Magnes Press, The Hebrew University 1992.
- (En hebreo) Conversos on Trial By the Inquisition [in Hebrew. Tel Aviv Am Oved, 1965.
- (En hebreo), Chapters in Judeo - Spanish History, The Magnes Press, 1998, 2 vols.
- Moreset Sefarad - El Legado de Sefarad: I Editorial Universitaria Magnes - Universidad Hebrea de Jerusalén, 1992 y Moreset Sefarad - El Legado de Sefarad: II, Editorial Universitaria Magnes - Universidad Hebrea de Jerusalén, 1993.
- Los Judíos En España, Mapfre, 1992.